# Klokan černonohý
Klokan černonohý (Petrogale lateralis) je středně velký skalní klokan, kterého lze lehce rozpoznat podle tmavých zadních nohou a černé špičky ocasu. Délka těla činí asi 45–55 cm, váží kolem 4,25–5,5 kg.

## Výskyt
Je rozšířen v několika poddruzích v centrální Austrálii a v suché části západní Austrálie. Jeho anglické jméno Black-footed Rock-wallaby napovídá, že obývá skalnaté oblasti. Skalní klokani žijí výhradně ve skalnatých oblastech, především jsou-li protkané trhlinami a jeskyňkami. V nich se klokani přes den ukrývají před horkem a slunečním žárem. Skalní klokani jsou soumraková a noční zvířata, která večer vylézají ze skal, aby se napásla.